# Aradophagus brunneus
Aradophagus brunneus är en stekelart som först beskrevs av Lubomir Masner och Lars Huggert 1979.  Aradophagus brunneus ingår i släktet Aradophagus och familjen Scelionidae. Inga underarter finns listade.